# Gemma Donati
Pour les articles homonymes, voir Donati.
 (août 2018).
Gemma Donati (Florence, deuxième moitié du XIIIe siècle - Florence, 1329-1332) est l'épouse de Dante Alighieri.

## Biographie
On sait peu de choses concernant sa vie. La seule certitude est son appartenance à la maison Donati, fille de ser Manetto et cousine  de Corso, Forese et Piccarda Donati.
Elle est rapidement liée par un instrumentum dotis (9 janvier 1277) à Dante, fils de Alighiero di Bellincione, qui l'épouse vers 1285 et qui lui donne quatre enfants : Iacopo, Pietro, Antonia et Giovanni.
Dans l'œuvre de Dante, on ne trouve aucune allusion concernant son épouse. 
Néanmoins, une information figure dans le dernier vers du chant V du Purgatoire, dans les derniers mots prononcées par Pia siennoise: « disposando m'avea con la sua gemma  ». 
Le fait que la première et la dernière parole du vers fassent allusion au mariage et au nom de l'épouse de Dante ne peut être simple coïncidence. 
En outre, la «  donna Petra » à laquelle sont adressés les « Rime Petrose » pourrait être Gemma  (Gemma = pierre  dure, pierre précieuse). 
Néanmoins, il n'est fait état d'une quelconque information concernant la vie conjugale du couple ni de la vie Gemma. 
En 1329 Gemma réclame aux autorités florentines sa part de dot des biens confisqués au mari. 
Dans un acte notarié de mai 1332 Gemma est référencée comme étant déjà morte.

## Sources
- (it) Cet article est partiellement ou en totalité issu de l’article de Wikipédia en italien intitulé « Gemma Donati » (voir la liste des auteurs).